# Abas Falah
Abas Falah –en persa, عباس فلاح– (nacido el 3 de septiembre de 1976) es un deportista iraní que compitió en judo. Ganó una medalla de bronce en los Juegos Asiáticos de 2002, y cuatro medallas de bronce en el Campeonato Asiático de Judo en los años 2001 y 2004.

## Palmarés internacional
| Juegos Asiáticos    | Juegos Asiáticos      | Juegos Asiáticos  | Juegos Asiáticos |
| Año                 | Lugar                 | Medalla           | Categoría        |
| ------------------- | --------------------- | ----------------- | ---------------- |
| 2002                | Busan (Corea del Sur) | Medalla de bronce | –100 kg          |
| Campeonato Asiático |                       |                   |                  |
| Año                 | Lugar                 | Medalla           | Categoría        |
| 2001                | Ulán Bator (Mongolia) | Medalla de bronce | –100 kg          |
| 2001                | Ulán Bator (Mongolia) | Medalla de bronce | Abierta          |
| 2004                | Almatý ( Kazajistán)  | Medalla de bronce | –100 kg          |
| 2004                | Almatý ( Kazajistán)  | Medalla de bronce | Abierta          |